# Escut de Mataró
L'escut de Mataró és, conjuntament amb la bandera, el principal símbol de la ciutat de Mataró. El seu origen es remunta almenys al segle xvi i té el següent blasonament:
Escut partit: 1r d'or, quatre pals de gules; 2n d'argent, una mà sortint del flanc sinistre empunyant un ram de mata de sinople. Per timbre, una corona reial oberta.

Malgrat no haver estat oficialitzat per la Generalitat de Catalunya, compta amb una llarga tradició històrica i en temps recents s'ha representat amb forma caironada, tal com estableix la normativa vigent sobre escuts heràldics municipals.

## Història
Es té constància que l'any 1449 s'utilitzava com a segell de la ciutat el senyal de les quatre barres amb un castell en primer terme, segurament en al·lusió al Castell de Mata. Tanmateix, el Consell de la vila declarà l'any 1598 que les armes de Mataró eren «una mà ab un ram de mata», una formulació de la qual hi ha alguns testimonis documentals previs i que amb tota probabilitat es tracta d'unes armes parlants per aproximació fonètica, que en certes èpoques es van reforçar encara més amb la inclusió de les lletres RO per tal que s'hi llegís sense cap mena de dubte «Mata-ró». No serà fins més endavant que s'inclourà una partició amb el senyal reial.
Sobre la corona que timbra l'escut hi ha hagut, històricament, més discrepàncies. Al segle xviii predomina la corona de quatre florons interposats amb dotze perles sobre petites puntes de tres en tres, semblant a una corona de marquès. En canvi, al segle xix la tendència va ser la corona de vuit florons, que correspondria a la corona reial oberta, tret del període entre la Revolució de 1868 i la fi de la Primera República, en què es presentà com un círcol amb vuit puntes perlejades. Després es tornà a la de vuit florons, que és la que es representa en la majoria d'interpretacions artístiques que se n'han fet.
L'any 1960 l'Ajuntament elevà una consulta a la Reial Acadèmia de la Història, que confirmà les armes municipals i l'ús de la corona reial oberta per a timbrar l'escut de Mataró.

## Presència i ús

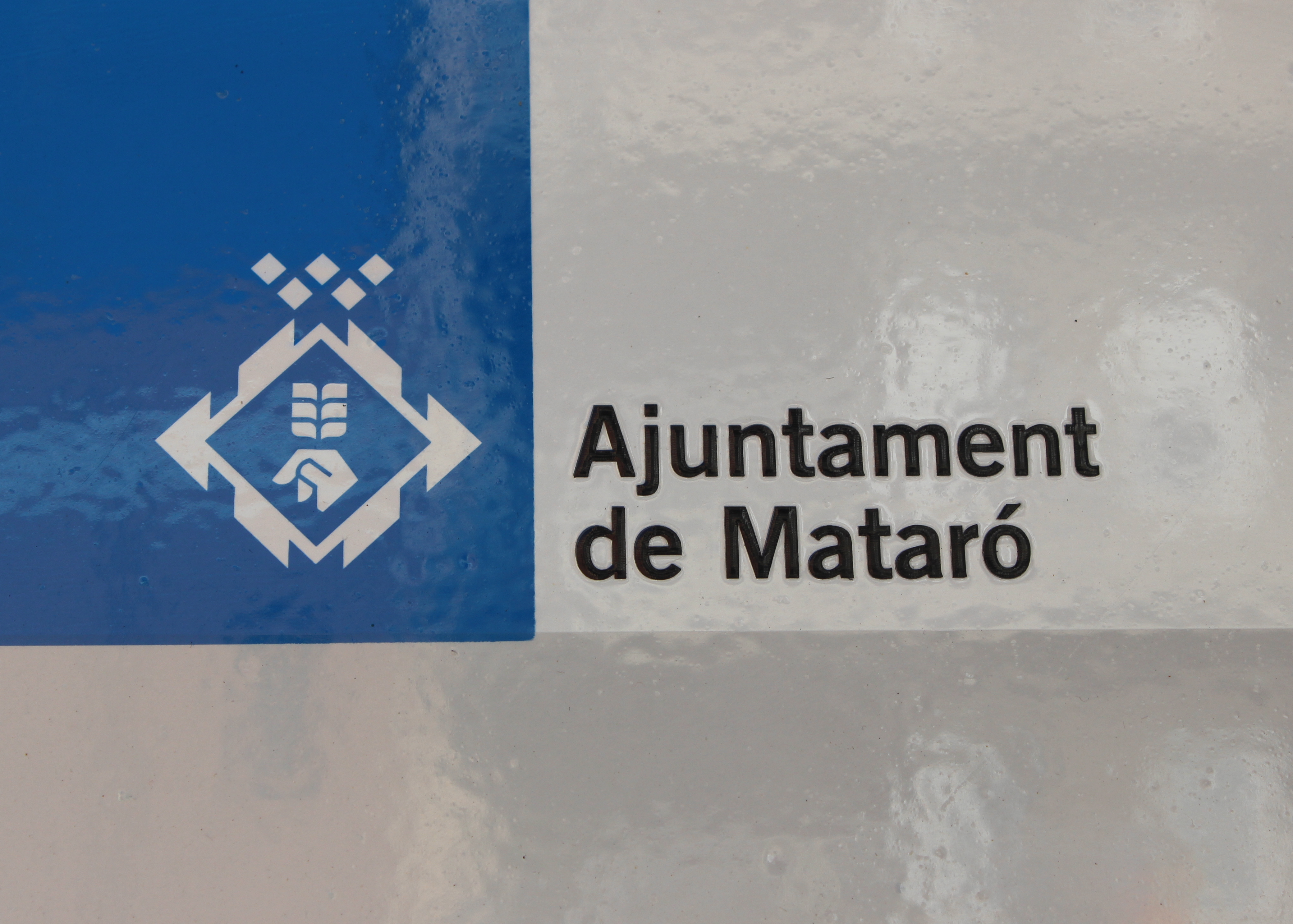
Logotip de l'Ajuntament de Mataró en un cartell d'un edifici municipal.

L'escut de la ciutat apareix a nombrosos edificis notables de totes les èpoques, tals com la Casa de la Ciutat i altres immobles municipals, l'antic Portal de Barcelona de la desapareguda muralla medieval, la basílica de Santa Maria i diversos edificis civils com ara Can Caralt Antic i altres cases del centre històric.

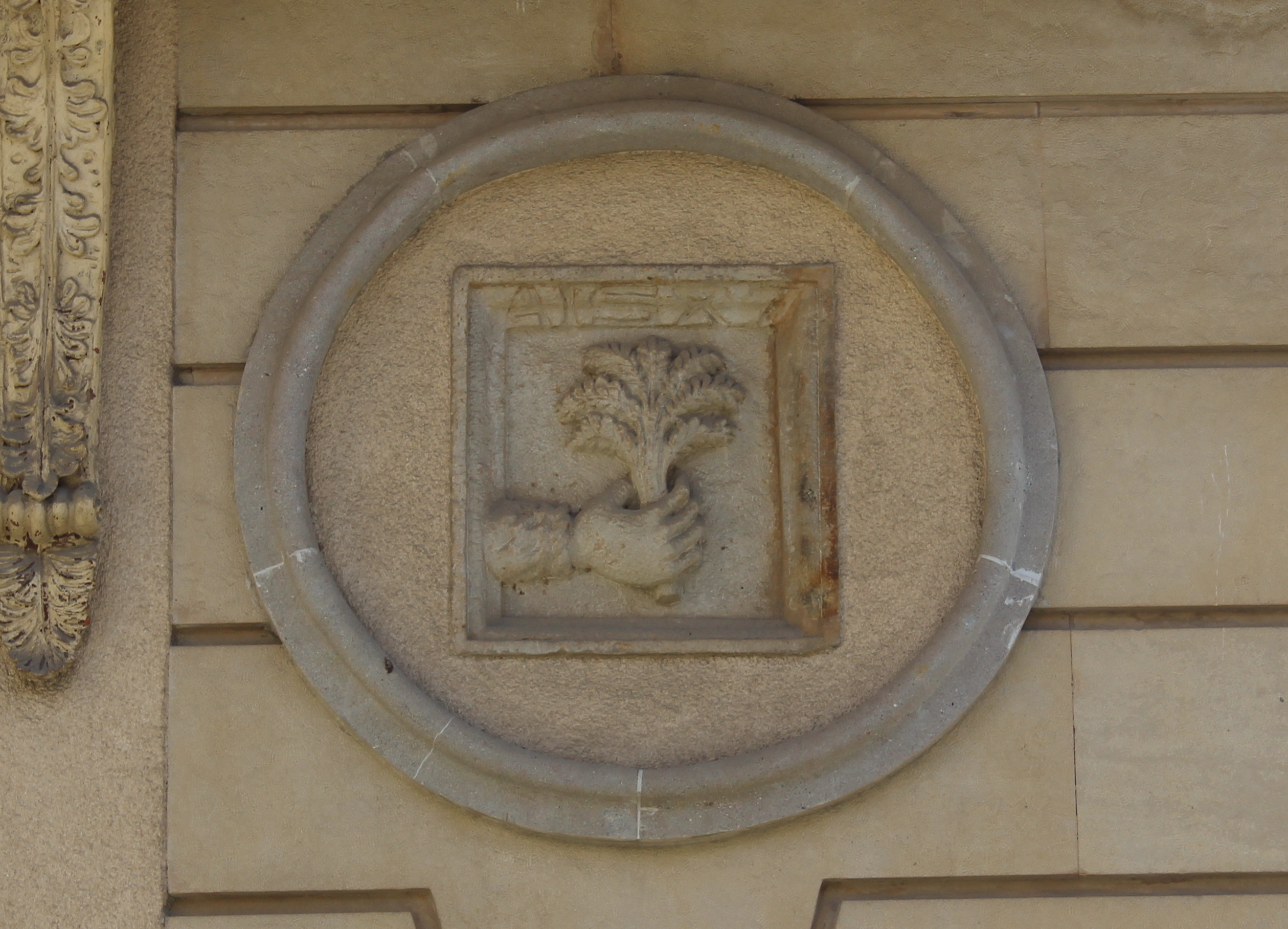
Portal de Barcelona (s. XVI)
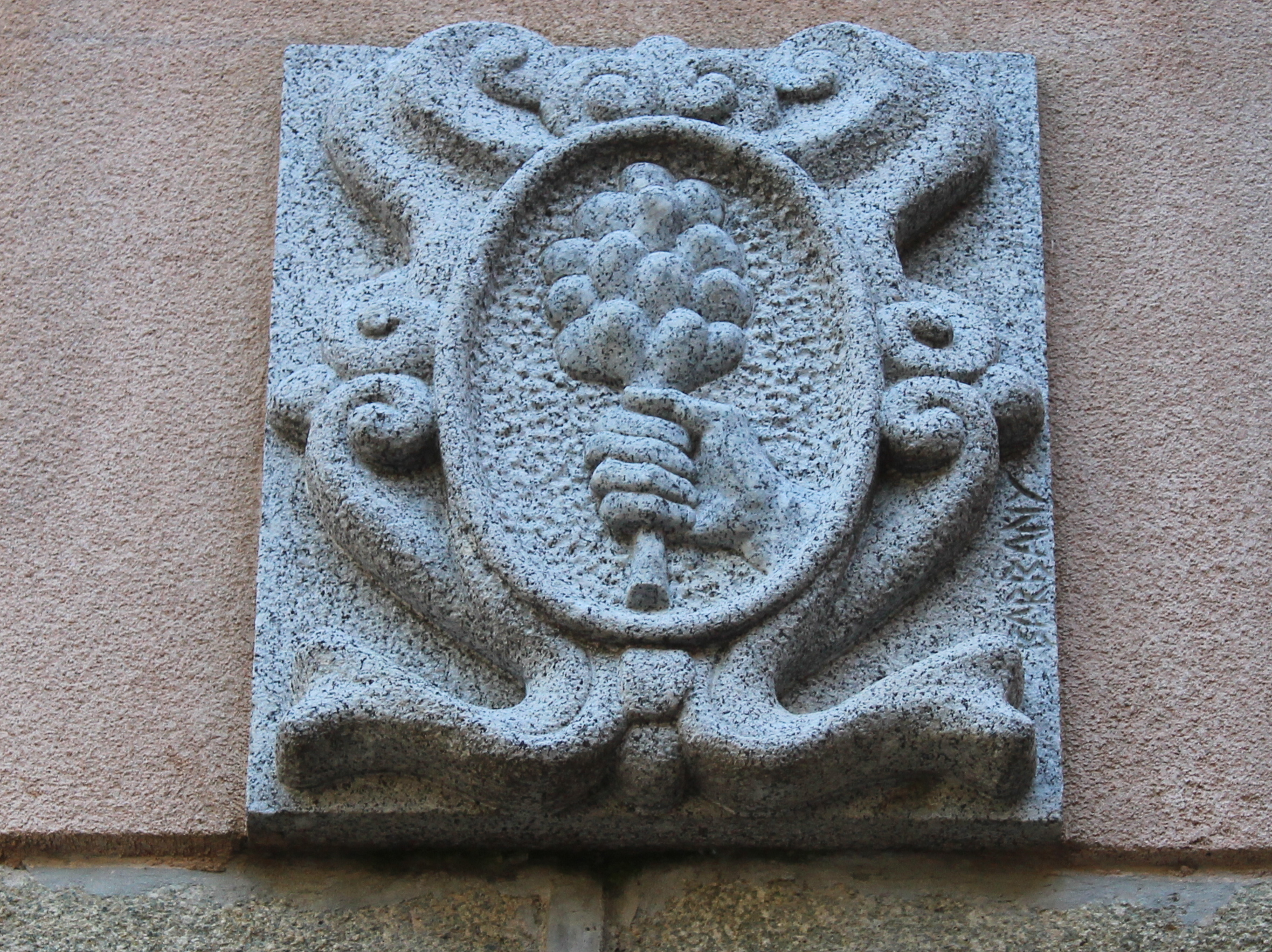
Façana de Can Caralt Antic (s. XVI-XVII)
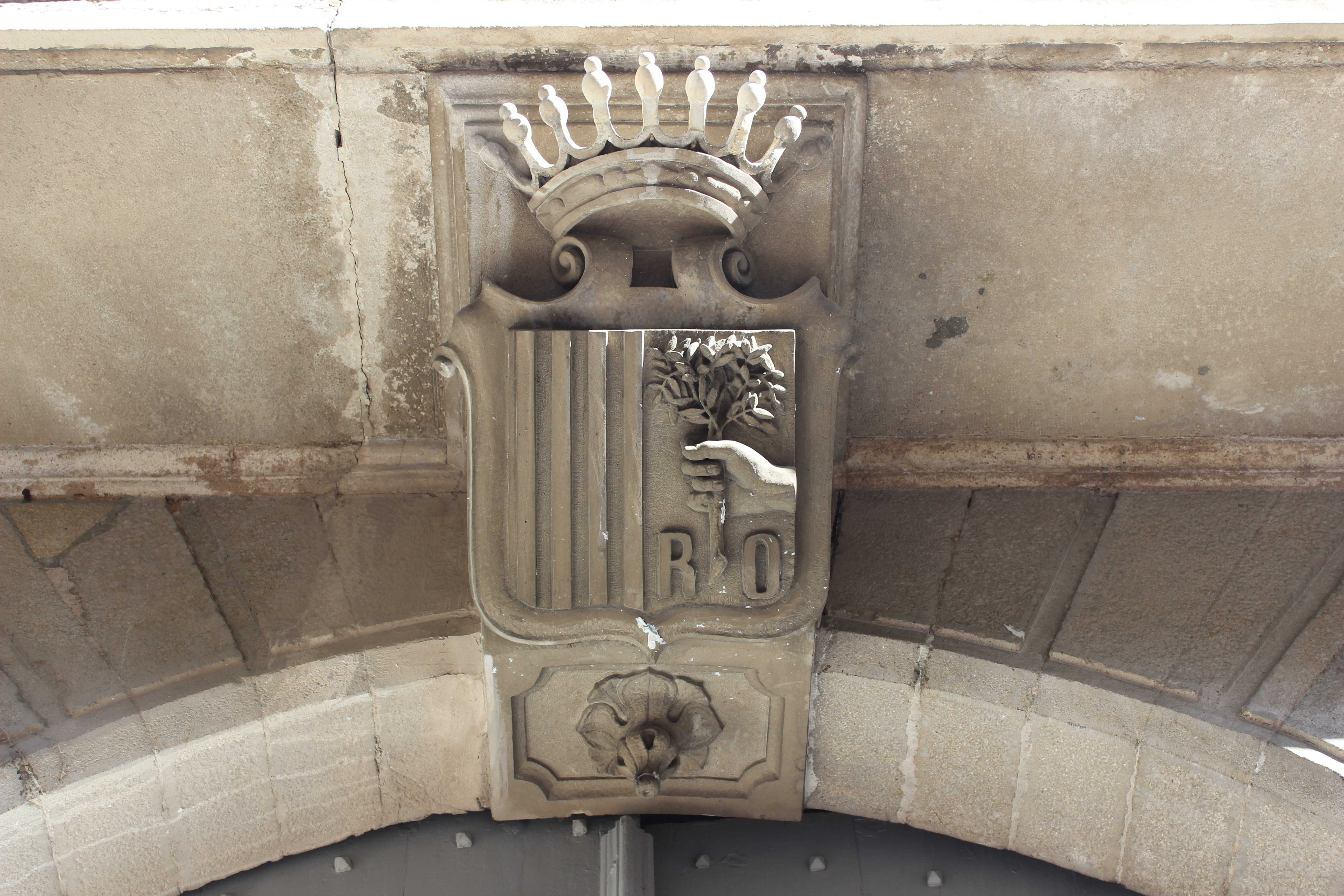
Portalada de l'Ajuntament (s. XIX)
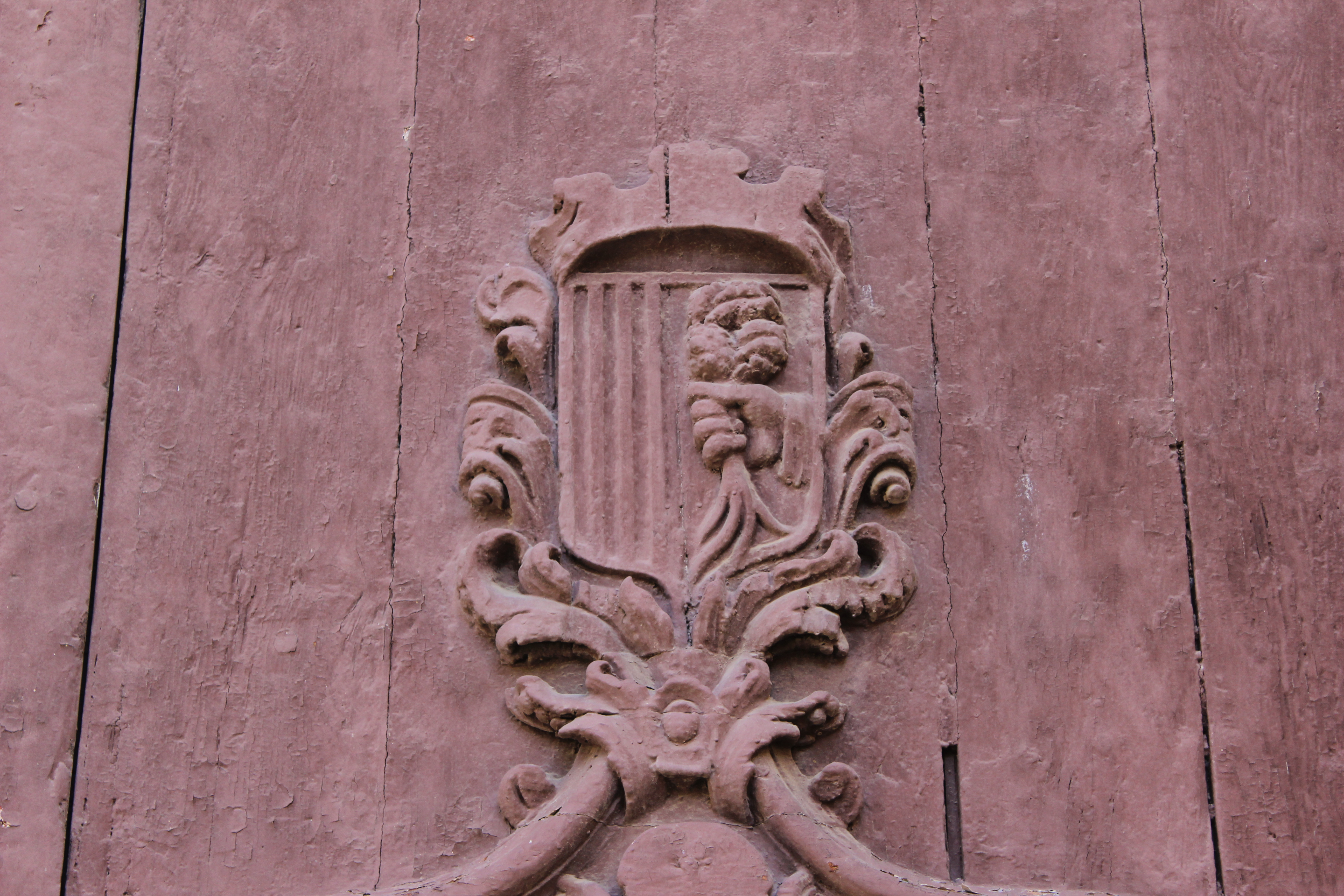
Porta de Santa Maria (s. XIX)

Actualment, tota mena d'entitats cíviques i esportives en fan ús, adaptant-lo en cada cas a la seva imatge corporativa.
Per la seva banda, l'Ajuntament de Mataró adoptà l'any 2001 una identitat gràfica en què el símbol, principal signe de la institució, reinterpreta i simplifica l'escut heràldic tradicional de manera que la mà i la mata passen a ser-ne l'element central, amb la senyera envoltant-lo.